# MeWe
MeWe (изговаря се: МиУи) е американска алт-тех социална мрежа.
Интерфейсът на сайта е подобен на този на Facebook, въпреки че услугата се описва като "анти-Facebook" поради фокуса си върху поверителността на личните данни.

## Платформа

### Характеристика
До 2015 г., когато MeWe е в края на своето бета тестване, пресата нарича софтуера на MeWe „не по-различен от Facebook“. Mashable описва MeWe като копираща характеристиките на Facebook през 2020 г.
Сайтът и приложението MeWe имат функции, общи за повечето социални мрежи: потребителите могат да публикуват текст и изображения, да реагират на публикации на други хора с помощта на емотикони, да публикуват анимирани GIF файлове, да създават специализирани групи, да публикуват изчезващо съдържание и да чатят.
Онлайн чатът може да възникне между двама или повече души или между членове на група. Онлайн разговорът е подобен на този в повечето други социални мрежи и поддържа текстови, видео разговори и гласови разговори. „Тайният чат“ е ограничен до ниво на платен абонамент на MeWe, и използва двойно криптиране, за да гарантира, че чатовете са лични и не се виждат дори от служителите на MeWe.
MeWe съобщава през юни 2018 г., че сайтът има 90 000 активни групи, 60 000 от които са „публични“ и отворени за всички потребители. След притока на потребители в Хонконг през 2020 г., изпълнителният директор на MeWe Уайнщайн обявява, че уебсайтът ще предостави версия на традиционен китайски език до края на годината.

### Потребителска база и съдържание
Въпреки че MeWe не се е позиционирал умишлено като социална мрежа за консерватори, Mashable отбелязва през ноември 2020 г., че активните ѝ потребителски бази са консервативни. Изборът на платформата да не модерира дезинформацията на платформата привлича консерватори, които смятат, че основните социални мрежи цензурират своите публикации, и тези, на които е забранено използването на тези платформи.
Разхлабената умереност на MeWe го прави популярен сред теоретиците на конспирацията, включително привържениците на крайнодясната теория на конспирацията QAnon, която е забранена от Facebook през 2020 г., и теорията на конспирацията „Спри кражбата“, свързана с президентските избори през 2020 г. в САЩ. Според Rolling Stone, MeWe е „домакин на общности от общ интерес, свързани с музиката и пътуванията, но също така става убежище за анти-ваксъри, теоретици на конспирацията QAnon и крайнодесни милиционерски групи". BBC News описва част от съдържанието в MeWe като „екстремно“ и го сравнява с това на Gab. Business Insider съобщава, че някои от най-популярните групи в MeWe се фокусират върху „екстремни възгледи, като антиваксинална реторика, превъзходство на белите и конспиративни теории“.
Малко след президентските избори в САЩ през 2020 г., MeWe и други алт-тех платформи са заляти с регистрации от поддръжници на Доналд Тръмп, след репресии върху свързаната с изборите дезинформация и насърчаване на насилието в масовите социални мрежи. На 11 ноември MeWe е второто най-изтегляно безплатно приложение в Apple App Store, зад колегата си от Parler.
MeWe също придобива популярност в Хонконг през ноември, като потребителите идват от Facebook, поради опасения относно възможната прокитайска цензура и умереност.